# أنت لست وحدك

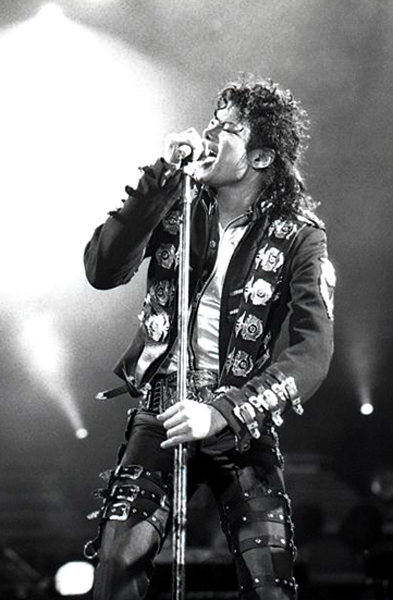
(لست وحدك) اغنية للمغني ومؤلف الأغاني الأمريكي 'مايكل جاكسون'، وهيَ اغنية بوب وآر اند بي كتبها روبرت كيلي لمايكل جاكسون استجابةً للأوقات الصعبه في حياتهِ الشخصيه. صدرت لأول مرةً عام (1995) وصدرت إعادة الأغنية عام (2006) حيث دخلت من جديد ضمن مخظظ الفردي البريطاني 🇮🇴 لأفضل "30" اغنية سنة(2006).

«لست وحدك» هي أغنية للمغني وكاتب الأغاني الأمريكي مايكل جاكسون من ألبومه التاسع تاريخ: الماضي والحاضر والمستقبل، الإصدار الأول (1995). صدرت في 15 أغسطس 1995 أغنيةً ثانية من الألبوم. صدر إعادة الأغنية سنة 2006، جزءًا من مجموعة رؤية جاكسون، إذ دخلت من جديد ضمن مخطط الفردي البريطاني لأفضل 30 أغنية سنة 2006. هي أغنية بوب وآر أند بي كتبها روبرت كيلي لمايكل جاكسون استجابةً للأوقات الصعبة في حياته الشخصية. أرسل كيلي شريطًا تجريبيًا إلى جاكسون، الذي أحب الأغنية وقرر إنتاجها في الاستوديو الخاص به في شيكاغو. ارتبط اهتمام جاكسون بالأغنية أيضًا بالأحداث الأخيرة في حياته الشخصية.أظهر الفيديو الموسيقي المرافق للأغنية، جاكسون وزوجته آنذاك ليزا ماري بريسلي. تلقت «لست وحدك» استقبالًا إيجابيًا عمومًا من النقاد ورُشحت لجائزة جرامي وميوزك أوورد. حققت الأغنية نجاحًا تجاريًا. واحتلت المركز الأول ضمن مخطط أفضل 100 أغنية، وحصلت لاحقًا على شهادة البلاتينية من RIAA. تصدرت الأغنية أيضًا مخططات النمسا وبلجيكا وفرنسا وأيرلندا ونيوزيلندا وبولندا ورومانيا وأسكتلندا وإسبانيا والسويد وسويسرا والمملكة المتحدة. كانت أغنية «لست وحدك» هي الأغنية الثالثة عشرة والأخيرة لمايكل جاكسون في الولايات المتحدة خلال حياته.
بعد وفاة جاكسون في يونيو 2009، كرمه كيلي بتضمين نسخة من الأغنية في ألبومه الاستوديو رسالة حب (2010). سنة 2011، أُعيد مزج مقطع من الأغنية بأغنية «لا أستطيع التوقف عن حبك»، صدرت النسخة الدائمة النهائية في الألبوم الدائم.

## الإنتاج والتكوين
«لست وحدك» أغنية بوب وآر أند بي عن الحب والعزلة. الأغنية كتبها آر كيلي وأنتجها كيلي وجاكسون. كتب كيلي الأغنية بعد أن فقد أشخاصًا مقربين في حياته. كان كيلي سعيدًا إذ استطاع العمل مع مثله الأعلى، موضحًا «لقد شعرت بالذهول. أشعر أنه كان بإمكاني إنجاز ألبومه بالكامل. لا أكون أنانيًا. لقد كنت مهووسًا بذلك. لقد كانت تجربة من هذا العالم. من المدهش معرفة أنني قبل خمس سنوات كنت أكتب الأغاني في قبو والآن أكتب لمايكل جاكسون. سأكون أحمق إذا لم أقول إنه حلم أصبح حقيقة». اتصل جاكسون بكيلي لمعرفة ما إذا كان لديه أي مواد متاحة. أرسل كيلي شريط تسجيل للأغنية ووافق جاكسون بعد ذلك على العمل معه على المقطع. على الشريط المرسل إلى جاكسون، غنى كيلي «لست وحدك» مقلدًا أسلوب جاكسون الصوتي. أمضيا الأسبوع الأخير من نوفمبر 1994 معًا في الاستوديو يعملان على المسار.أوضح جاكسون أنه أحب الأغنية على الفور، لكنه استمع إليها مرتين قبل اتخاذ قراره النهائي. مع أن الأغنية كتبها كيلي، قرر جاكسون أن الإنتاج يجب أن يكون جهدًا تعاونيًا بين الموسيقيين. الشريط المرسل إليه لم يكن به انسجام أو تعديلات، لذلك أضاف جاكسون جوقة في الجزء الأخير وأضف إحساسًا بالذروة والهيكل إلى القطعة النهائية. الأغنية مكتوبة بمفتاح B الكبير، بإيقاع 60 نبضة في الدقيقة، ما يجعلها واحدة من أبطأ أغاني جاكسون.

## اتهام بالاقتباس
سنة 1993، كتب إدوارد ودانيال فان باسل أغنية جديدة بعنوان «إذا كان بإمكاننا البدء من جديد». سُجلت مع الجمعية البلجيكية للمؤلفين والملحنين والناشرين (SABAM)، العام ذاته. حتى الآن، لم تُطلق النوتة الموسيقية تجاريًا، ولا يمكن العثور عليها إلا في شكل ورقة موسيقية، لا تحتوي على معلومات حول الجرس أو الإيقاع أو الانسجام. نظرًا إلى أن أغنية «لست وحدك» احتلت قمة المخططات في جميع أنحاء العالم سنة 1995، طلب الشقيقان من (SABAM) إثارة مسألة التشابه بين الدرجتين. لاحظت اللجنة الداخلية وجود أوجه تشابه قوية بين اللحنين وأوصت برفع دعوى قضائية ضد آر كيلي وتسجيلات زومبا هولدنج هولاند. تقدم الأخوان بطلب إلى محكمة لوفين لاستصدار أمر قضائي في أكتوبر 1995. رفضت المحكمة البلجيكية ادعاء الانتحال في يناير 2003، مشيرة إلى أن التشابه بنسبة 43.46٪ بين اللحنين كان مجرد مصادفة. قدم الأخوان فان باسيل استئنافًا بعد ذلك. في سبتمبر 2007، نقضت محكمة الاستئناف في بروكسل الحكم الصادر عام 2003، استنادًا إلى حقيقة أن أول دليل لكتابة آر كيلي للأغنية كان في أغسطس 1995، أي بعد 21 شهرًا من تسجيل الأخوان «لو استطعنا البدء جميعًا». خلصت المحكمة إلى أنه من الممكن أن يتمكن آر كيلي من الوصول إلى النتيجة، التي طورها لاحقًا إلى الأغنية ناجحة «لست وحدك». أكد آر كيلي التأكيد أنه لم يلتق أو يسمع عن الأخوين فان باسل. ذكرت المحكمة أن الأخوين فان باسل «لم يبتكروا عملهم لمجرد تسجيله لدى SABAM ووضعه في درج، لكنهم على الأقل أبلغوا طرفًا ثالثًا بوجود تكوينهم»
تفرض بلجيكا اليوم حظرًا على جميع عمليات البث الإذاعي والتلفزيوني لأغنية «لست وحدك» والمقطع المصور. تعرض البائعون الذين لديهم نسخ من الأغنية لغرامة قدرها 1000 يورو عن كل نسخة من الأغنية. اكتسب الأخوة فان بازل تقديرًا لدورهم في تصميم لحن «لست وحدك» في بلجيكا.